# Эрль, Вольфганг
Вольфганг «Буби» Эрль (нем. Wolfgang «Bubi» Ehrl; 4 марта 1912, Мюнхен, Бавария, Германия — 11 июня 1980, Мюнхен, Бавария, Германия) — немецкий борец греко-римского и вольного стилей, серебряный призёр Олимпийских игр, неоднократный призёр чемпионатов Европы, чемпион Германии (1934, 1944, 1948, 1950), призёр чемпионатов Германии (1931, 1933, 1935, 1936, 1938) по греко-римской борьбе, серебряный призёр Олимпийских игр, чемпион Европы, чемпион Германии (1935, 1949, 1950, 1951), призёр чемпионатов Германии (1934, 1936—1938) по вольной борьбе.

## Биография
На Летних Олимпийских играх 1932 года в Лос-Анджелесе боролся по греко-римской борьбе в весовой категории до 61 килограмма (полулёгкий вес). По регламенту турнира борец получал в схватках штрафные баллы. Набравший 5 штрафных баллов спортсмен выбывал из турнира. В полулёгком весе борьбу вели восемь борцов.
Соревнования в этом весе стали примером несовершенства системы штрафных баллов в борьбе. Несмотря на то, что Вольфганг Эрль победил во всех встречах, включая встречу с Джованни Гоцци, он остался лишь серебряным призёром. Дело в том, что Эрль, победив в пяти встречах, в каждой из них получал по одному штрафному очку, так как не побеждал чисто. А Гоцци провел всего три схватки: в первых двух он победил чисто, один круг был свободен (соперник снялся с соревнований) и в третьей схватке проиграл Эрлю по очкам, набрав всего 3 штрафных балла, а Эрль после этой встречи имел уже четыре. Таким образом, в финальном круге борьба шла только за второе место, так как Эрль проигрывал Гоцци по штрафным баллам и уже встречался с ним, а ещё один претендент Лаури Коскела, имея те же три штрафных балла, что и Гоцци, уже проиграл Гоцци в личной встрече.
| Выступление на Олимпийских играх 1932 года | Выступление на Олимпийских играх 1932 года | Выступление на Олимпийских играх 1932 года | Выступление на Олимпийских играх 1932 года | Выступление на Олимпийских играх 1932 года | Выступление на Олимпийских играх 1932 года | Выступление на Олимпийских играх 1932 года |
| Круг                                       | Соперник                                   | Страна                                     | Результат                                  | Баллы                                      | Всего баллов                               | Время схватки                              |
| ------------------------------------------ | ------------------------------------------ | ------------------------------------------ | ------------------------------------------ | ------------------------------------------ | ------------------------------------------ | ------------------------------------------ |
| 1                                          | Эдён Зомбори                               | Венгрия                                    | Победа По очкам                            | -1                                         | -1                                         |                                            |
| 2                                          | Оскар Линделёф                             | Швеция                                     | Победа По очкам                            | -1                                         | -2                                         |                                            |
| 3                                          | Индржих Маудр                              | Чехословакия                               | Победа По очкам                            | -1                                         | -3                                         |                                            |
| 4                                          | Джованни Гоцци                             | Франция                                    | Победа По очкам                            | -1                                         | -4                                         |                                            |
| Финал                                      | Лаури Коскела                              | Финляндия                                  | Победа По очкам                            |                                            |                                            |                                            |

В 1933 году завоевал звание вице-чемпиона Европы по греко-римской борьбе. В 1934 году стал чемпионом Европы по вольной борьбе. В 1935 году получил «бронзу» чемпионата Европы по греко-римской борьбе. 
На Летних Олимпийских играх 1936 года в Берлине боролся в соревнованиях по вольной борьбе в категории до 66 килограммов (лёгкий вес); титул оспаривали 17 человек. Турнир проводился по прежним правилам с начислением штрафных баллов. 
Финал соревнований состоялся в пятом круге, когда Вольфганг Эрль потерпел поражение от Кароя Карпати, со счётом судейских голосов 2-1. Учитывая тот факт, что Карпати имел еврейское происхождение, это судейское решение вызвало протесты нацистской верхушки. В финальном раунде снова решалась судьба лишь второго места, и эту схватку Эрль выиграл чисто.
| Выступление на Олимпийских играх 1936 года | Выступление на Олимпийских играх 1936 года | Выступление на Олимпийских играх 1936 года | Выступление на Олимпийских играх 1936 года | Выступление на Олимпийских играх 1936 года | Выступление на Олимпийских играх 1936 года | Выступление на Олимпийских играх 1936 года |
| Круг                                       | Соперник                                   | Страна                                     | Результат                                  | Баллы                                      | Всего баллов                               | Время схватки                              |
| ------------------------------------------ | ------------------------------------------ | ------------------------------------------ | ------------------------------------------ | ------------------------------------------ | ------------------------------------------ | ------------------------------------------ |
| 1                                          | Готтфрид Арн                               | Финляндия                                  | Победа По очкам                            | 3-0 -1                                     | -1                                         |                                            |
| 2                                          | Вацлав Брдек                               | Чехословакия                               | Победа Туше                                | 0                                          | -1                                         | 2:04                                       |
| 3                                          | Эйити Кадзама                              | Япония                                     | Победа Туше                                | 0                                          | -1                                         | 2:25                                       |
| 4                                          | Париде Романьоли                           | Италия                                     | Победа По очкам                            | 3-0 -1                                     | -2                                         |                                            |
| 5                                          | Карой Карпати                              | Венгрия                                    | Поражение По очкам                         | 1-2 -2                                     | -4                                         |                                            |
| 6                                          | Херманни Пихлаямяки                        | Финляндия                                  | Победа Туше                                |                                            |                                            | 12:21                                      |

В 1951 году, в 39-летнем возрасте выступил на чемпионате мира по вольной борьбе и сумел добраться до пятого места. В 1952 году по финансовым причинам стал профессиональным спортсменом (до этого по профессии был мясником). Несмотря на то, что он был слишком лёгким для профессионального спорта, его техника позволила добиться некоторых успехов. Позднее стал тренером и начал тренировать молодёжную команду своего клуба. 
Умер в 1980 году.